# Scorpiops neera
Espèce
Scorpiops neera est une espèce de scorpions de la famille des Scorpiopidae.

## Distribution
Cette espèce est endémique du Maharashtra en Inde. Elle se rencontre dans le district de Pune vers le Varandha Ghat.

## Description
Le mâle holotype mesure 49,39 mm, les mâles mesurent de 38,87 à 49,39 mm et les femelles de 45,81 à 46,15 mm.

## Étymologie
Son nom d'espèce lui a été donné en référence au lieu de sa découverte, la Neera.

## Publication originale
- Sulakhe, Deshpande, Dandekar, Padhye & Bastawade, 2021 : « Four new lithophilic species of Scorpiops Peters, 1861 (Scorpiones: Scorpiopidae) from peninsular India. » Euscorpius, no 337, p. 1-49 (texte intégral).